# 南部信光
南部 信光（なんぶ のぶみつ）は、南北朝時代の武将。根城南部氏7代当主。

## 生涯
南部信政の子として誕生。母は正室・加伊寿御前（工藤貞行の娘）。
南朝方の武将として活躍し、正平10年（1355年）に北畠顕信の推挙により大炊助に、翌正平11年（1356年）11月19日に薩摩守に叙任されている。
父・信政が祖父の政長に先立ち死去したため、政長から所領を譲られ家督を継承する。祖父同様に八戸根城を拠点として南朝方の中核として奮戦、正平15年（1360年）には陸奥国田舎郡黒石郷と鼻和郡目谷郷を安堵されている。
その後本領の甲斐国巨摩郡波木井郷（現在の山梨県南巨摩郡身延町梅平周辺）に帰った。正平22年（1367年）に北朝方の神大和守に波木井城を攻められるが、逆襲して神城を陥落させた。その戦功により後村上天皇から甲冑と太刀一腰、感状を賜り、所領を加増された。現在、櫛引八幡宮にある白糸威褄取鎧はその時のものと伝わる。
嫡男の長経が幼少であったため、家督は弟の政光が継承した。没年は天授2年（1376年）1月23日とされるが、南北朝合一後は八戸に住み、更に子の政慶のいる七戸に隠遁したとも言われる。ただし子孫の八戸氏の家伝では政慶は信光の子ではなく政光の子としている。
『余目旧記』は信光が留守家冬の遺児家任を後援し、留守氏の復興に尽力したことを伝えている。